# Dicranota (Rhaphidolabis) polymeroides
Dicranota (Rhaphidolabis) polymeroides is een tweevleugelige uit de familie Pediciidae. De soort komt voor in het Nearctisch gebied.